# Vámosatya
Vámosatya là một thị trấn thuộc hạt Szabolcs-Szatmár-Bereg, Hungary. Thị trấn này có diện tích 24,29 km², dân số năm 2010 là 546 người, mật độ 22 người/km².